# Tifón Mangkhut
El tifón Mangkhut o supertifón Mangkhut, conocido en Filipinas como tifón Ompong, fue un gran tifón que afectó a Filipinas, Hong Kong y China. La trigésima primera depresión tropical, la vigésima segunda tormenta tropical y el noveno tifón de la temporada de tifones del Pacífico de 2018, Mangkhut alcanzó la provincia filipina de Cagayán el 15 de septiembre de 2018 como un super tifón equivalente a la categoría 5, dejando más de 60 muertos y posteriormente impactó Hong Kong y partes del sur de China. El Mangkhut fue el más fuerte tifón que alcanzó en Filipinas desde el Tifón Haiyan en noviembre de 2013, y el más fuerte tifón que alcanzó Hong Kong desde el tifón Ellen en 1983. También fue el ciclón tropical más fuerte del mundo en 2018.

## Historia meteorológica

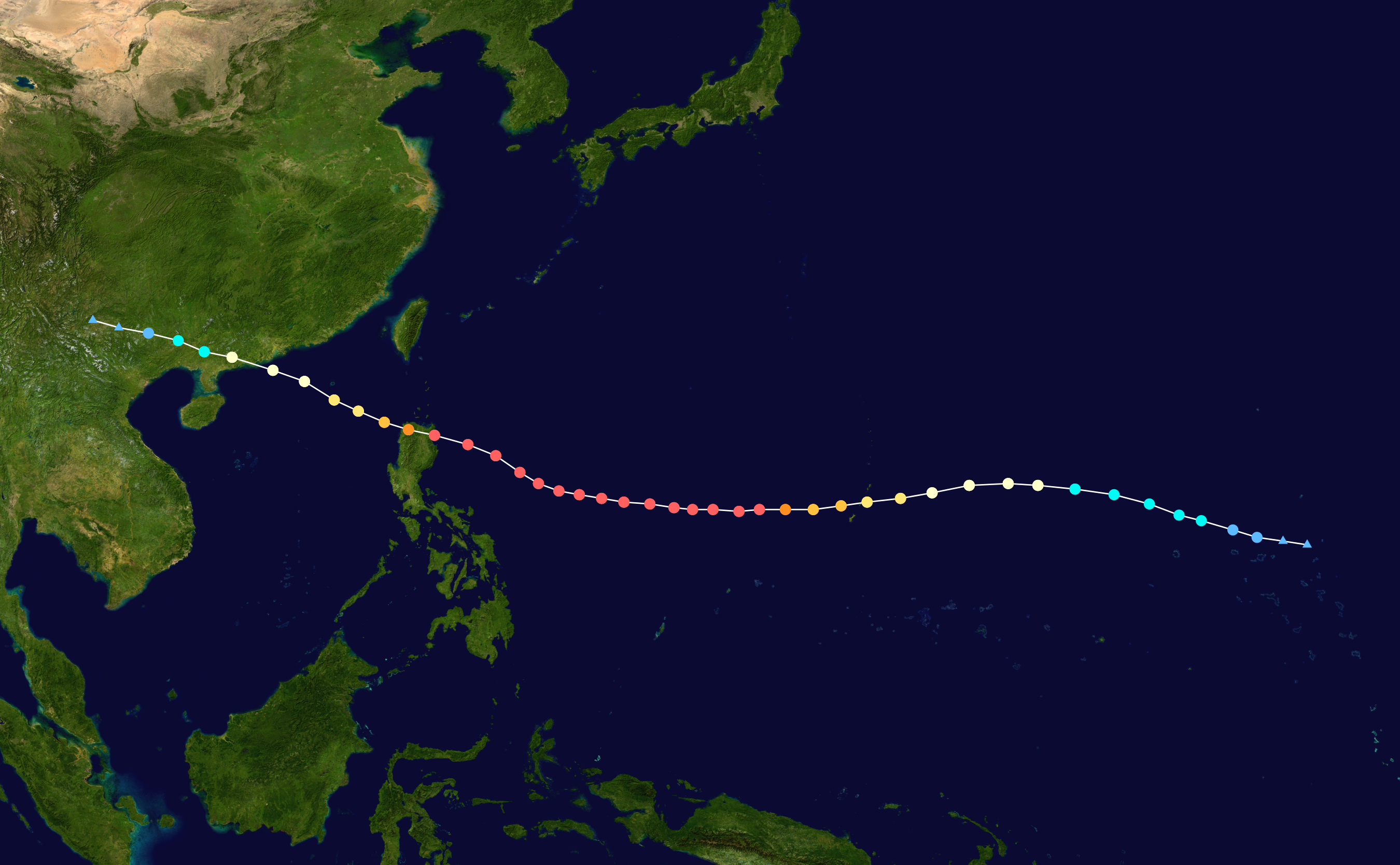
Trayectoria del tifón Mangkhut

El 5 de septiembre de 2018, el Centro Común de Alerta del Tifón (JTWC) comenzó a monitorear un disturbio tropical cerca de la Línea Internacional de Cambio de Fecha. El desarrollo constante se siguió a lo largo de los días siguientes y la Agencia Meteorológica de Japón (JMA) clasificó el sistema como una depresión tropical el 7 de septiembre. La depresión pronto se intensificó en una tormenta tropical, sobre la que recibió el nombre Mangkhut. Durante los días 8 y 9 de septiembre, el sistema pasó por una rápida intensificación. Condiciones ambientales favorables, incluyendo bajo cizallamiento del viento, amplio caudal en el aire, altas temperaturas de la superficie del mar y alto contenido de calor del océano. Mangkhut alcanzó la intensidad suficiente para ser clasificado como tifón el 9 de septiembre. Un ojo bien definido de 18 km se hizo evidente en imágenes de satélite cuando el tifón se acercó a las Islas Marianas del Norte y Guam. El JTWC analizó Mangkhut como un tifón equivalente a la categoría 2, con vientos sostenidos en un minuto de 165 kilómetros por hora, alrededor de las 15:00 UTC del 10 de septiembre. El JMA evaluó los vientos sostenidos de diez minutos en 155 km/h en ese momento.
La gran intensificación se siguió el 11 de septiembre, cuando Mangkhut atravesó el mar de las Filipinas. Una segunda rápida intensificación ocurrió mientras la tempestad se consolidaba significativamente; un ojo de 39 km bien definido fue establecido durante este tiempo. El JTWC analizó Mangkhut para haber alcanzado el estatus de Categoría 5 a las 15:00 UTC, una intensidad que mantendría por casi cuatro días. La AMJ evaluó la intensidad del pico del tifón a las 18:00 UTC, con vientos sostenidos de 205 km/h y presión de 905 hPa. El JTWC notó un fortalecimiento adicional el 12 de septiembre y evaluó que el Mangkhut alcanzó su pico de intensidad a las 21:00 UTC con vientos sostenidos durante un minuto de 285 kilómetros por hora  El tifón alcanzó la provincia de Cagayán a lo largo de la punta norte de Luzón el 14 de septiembre como un super tifón equivalente a la categoría 5. Esto hizo de Mangkhut la tempestad más fuerte a alcanzar a Luzón desde el tifón Megi en 2010 y el más fuerte en todo el país desde el tifón Haiyan en 2013.

## Preparaciones

### Filipinas
La Administración de Servicios Atmosféricos, Geofísicos y Astronómicos de Filipinas le emitió una alerta en la zona del norte. La mayoría de las personas que sufren de depresión en las zonas rurales, en las zonas rurales, en las islas, en el valle de Cagayán y en las regiones centrales, los tres regiones ampliamente esperan ser severamente afectados por Mangkhut (Ompong). En el caso de que se trate de una de las más importantes, Los médicos y los equipos de respuesta de emergencia se colocaron en standby, y 1,700,000,000 de dólares de los servicios de salud se establecieron por 13 de septiembre.

### Hong Kong
El 14 de septiembre, el gobierno de Hong Kong se dirigió a la reunión de la reunión de la reunión de la conferencia sobre la preparación de los superhombre de Mangkhut, para recordar a los ciudadanos de Hong Kong a "preparar para el peor".
En el 16 de septiembre, el Observatorio de Hong Kong emitió el Hurricane Signal No.10, que es el nivel más alto de las señales de emergencia de ciclón en Hong Kong, por 10 horas. Se ha señalado sólo el tercer tiempo que esta advertencia se ha emitido para la región desde 1999, con los otros con el tipóon Hato en 2017 y el Typhoon Vicente en 2012. El gobierno de Hong Kong ha convenido a una reunión intergubernamental el 12 de septiembre para discutir posibles respuestas a la tormenta..

## Impacto

### Filipinas
Un tornado fue reportado en Marikina, en el este de Manila, la noche del 14 de septiembre, hiriendo a dos personas. Más de 105,000 familias evacuadas de sus hogares y varios aeropuertos en el norte de Luzón cerraron y las aerolíneas cancelaron sus vuelos hasta el 16 de septiembre. El 22 de septiembre, el Consejo Nacional de Gestión y Reducción del Riesgo de Desastres confirmó que al menos 95 personas murieron durante el tifón, 80 de las cuales murieron en una pequeña mina que colapsó en la ciudad de Itogon, Benguet, donde decenas de derrumbes quedaron enterrados hogares.
Francis Tolentino, asesor político del presidente Rodrigo Duterte, anunció que se estima que 5,7 millones de personas en todo el país se vieron afectadas por la tormenta. Luzón sufrió pérdidas extensas que más que duplicaron el escenario del peor escenario esperado por el secretario de Agricultura, Emmanuel Piñol. Hasta el 21 de septiembre, el NDRRMC estimó que Mangkhut causó daños por valor de 18 mil millones de pesos (US$ 333 millones) en Filipinas, y las evaluaciones continúan.

### Hong Kong
Mangkhut es considerado como el tifón más fuerte en atacar Hong Kong desde el tifón Ellen en 1983. Mangkhut causó inundaciones, especialmente en las zonas bajas y costeras, y muchos árboles fueron derribados. Vientos sostenidos de hasta 180 kilómetros por hora (110 mph) y ráfagas de hasta 228 kilómetros por hora (142 mph) [provocaron que los muchos rascacielos del territorio se balancearan y algunos techos se rasgaran apagado. Las ventanas de vidrio de muchos edificios se hicieron añicos y las paredes de las cortinas del Harbor Grand Kowloon se apagaron. Una estructura en un edificio alto en construcción en Tai Kok Tsui colapsó en un edificio adyacente, que tuvo que ser evacuado por la policía. Muchas carreteras fueron bloqueadas, y el servicio en el tren de tránsito masivo (MTR) se detuvo en todas las secciones de la pista sobre el suelo.
Algunos edificios alrededor de la zona de la isla de Hong Kong, Kowloon y Nuevos Territorios sufrieron daños en las ventanas y el agua. Las luces parpadeantes se informaron en muchos edificios residenciales también. Se informó de graves inundaciones en muchas zonas de viviendas costeras, como Heng Fa Chuen, Tseung Kwan O South, Shek O, Lei Yue Mun, aldeas en Tuen Mun y Tai O. Alrededor de 1.219 personas buscaron refugio en los refugios de emergencia abiertos por el Departamento de Asuntos Internos. El Aeropuerto Internacional de Hong Kong canceló y retrasó un total de 889 vuelos internacionales. Más de 200 personas resultaron heridas, pero no se informaron muertes. Debido al daño sustancial causado, la Oficina de Educación anunció que todas las escuelas cerrarían el 17 y 18 de septiembre. Al día siguiente de la tormenta, multitudes masivas llenaron el sistema MTR del territorio, que operaba a un nivel reducido de servicio en algunas líneas, debido a las secciones bloqueadas de la pista. La mayoría de las 600 rutas de autobuses de la ciudad también estaban fuera de servicio debido a las carreteras bloqueadas por escombros.

### China
La Oficina de Defensa Aérea Civil de la Municipalidad de Guangzhou (Oficina Municipal de Defensa Aérea Civil) anunció que el tifón Mangkhut causó la cancelación de los simulacros anuales de ataques aéreos programados para el 15 de septiembre. El tifón Mangkhut causó la evacuación de más de 2,45 millones de personas. En Shenzhen, la tormenta provocó fallas de energía en 13 lugares, inundó Seafood Street y causó 248 caídas de árboles. El transporte se cerró en el sur de China y al menos cuatro personas en Guangdong murieron en el tifón.
En Zhuhai, los mercados, las escuelas y el transporte público se cerraron o limitaron a raíz de la tormenta el lunes 17 de septiembre, y se solicitó a los residentes que minimizaran los viajes no esenciales. Los servicios de ferry desde el puerto Jiuzhougang de Zhuhai a Shenzhen y Hong Kong fueron suspendidos indefinidamente. La pérdida económica total en la provincia excedió ¥ 4,2 mil millones (US$ 612 millones). La pérdida económica total en todo el país fue de ¥ 5,3 mil millones (US$ 772 millones).